# ステイト・オブ・ウォー
『ステイト・オブ・ウォー』（スペイン語: Iluminados por el fuego、英語: Blessed by Fire）は、2005年のアルゼンチン・スペインの戦争映画。日本語題の"State of War"とは戦争状態のことを意味する。

## 概要
2006年の第3回スペイン・ラテンアメリカ映画祭にて『火に照らされて』という邦題で上映されたが、DVD化に際し『ステイト・オブ・ウォー』と改題された。フォークランド紛争を、アルゼンチン兵側からの視点で描いている。トライベッカ映画祭2006では最優秀作品賞を、サン・セバスティアン国際映画祭では審査員特別賞を受賞。

## あらすじ
アルゼンチンにおけるマルビナス戦争の帰還兵の自殺者は290人を超えた。これは戦死者に匹敵する数である。18歳の時に戦地に赴いたエステバンは、同じく帰還兵で戦友のバルバスの自殺未遂を目の当たりにし、彼自身の戦争での記憶が鮮明に蘇る。
始めは上手くいくと思われた戦争も、あっという間にイギリス軍に押され、壮絶な戦いの末に無残な敗北を迎える。彼の中では、あの戦争はまだ終わっていなかった。

## キャスト
| 役名                   | 俳優                             | 日本語吹替 |
| ---------------------- | -------------------------------- | ---------- |
| エステバン・レギサモン | ガストン・パウルス               | 佐久田修   |
| ヴァルガス             | パブロ・リバ                     | 小森創介   |
| マルタ                 | ヴィルジニア・イノセンティ       | 朴璐美     |
| ホアン                 | シザー・アルバラシン             | 藤原満     |
| ピサロ軍曹             | ヴィクトル・ヒューゴ・カリッツォ | 柳沢栄治   |

- その他の声の吹き替え：風間秀郎／星野貴紀／駒谷昌男／中村浩太郎／黒澤剛史／中島佳代子／松田愛／石田由希／今関正生／岡林和広